# أوين ماثيوز
أوين ماثيوز (بالإنجليزية: Owen Matthews)‏ هو صحفي بريطاني، ولد في 1971.